# شافي انمدار
شافي انمدار هو ممثل هندي (وحمل سابقاً جنسية الراج البريطاني)، ولد في 23 أكتوبر 1945 في الهند، وتوفي في 13 مارس 1996 بمومباي في الهند.

## وصلات خارجية
- شافي انمدار على موقع IMDb (الإنجليزية)
- شافي انمدار على موقع قاعدة بيانات الفيلم (الإنجليزية)